# Верховний Суд (Україна)
Верхо́вний Суд — найвищий судовий орган у системі судів загальної юрисдикції, який забезпечує сталість та єдність судової практики у порядку та спосіб, визначені процесуальним законом. Це касаційна інстанція, у певних випадках — суд першої або апеляційної інстанції.
Діяльність Верховного Суду регулюють Конституція України, Закон України «Про судоустрій і статус суддів».

## Історія

### Період УНР та Української держави
15 (2) грудня 1917 року Центральна Рада ухвалила Закон «Про утворення Генерального Суду Української Народної Республіки». Цей судовий орган складався з трьох департаментів: цивільного, карного й адміністративного — і виконував на території України всі функції, належні досі Правительствуючому Сенатові в справах судових і в справах нагляду над судовими установами та особами судового відомства. Члени Генерального Суду УНР мали звання генеральних суддів, яких обирала Центральна Рада на внесення Генерального Секретаріату. Генеральний Суд УНР знаходився в Києві.
5 травня 1918 року гетьман Української держави Павло Скоропадський підписав Закон про титул, іменем якого твориться суд, — «іменем закону Української держави». 2 червня 1918 року прийнято Закон щодо структури та повноважень Генерального Суду. Згідно із цим Законом Генеральний суд складався з трьох департаментів: цивільного, карного, адміністративного. Також у Законі зазначалося, що він чинний тільки до прийняття Закону про Державний Сенат. Закон про створення Державного Сенату — найвищої судової інстанції — ухвалений 8 липня 1918 року. Передбачалося, що голови й сенатори (члени) Цивільного генерального суду, Карного генерального суду, Адміністративного генерального суду входять до складу Державного Сенату. Очолює Державний Сенат його голова — президент, якого призначав сам гетьман. Першим президентом Державного Сенату був Микола Василенко. Членів Державного Сенату призначав президент. Кандидати на посаду членів Державного Сенату повинні були мати вищу юридичну освіту та щонайменше 15-річний стаж роботи «в судовому відомстві» на посадах не нижче судового «слідчого чи товариша прокурора окружного суду» або «в стані присяжного адвоката» чи мати «учений ценз Магістра або Доктора» чи «лекторів юридичних наук у вищих школах». Сенатору заборонялася будь-яка інша діяльність, окрім наукової та викладацької.
Після антигетьманського повстання під проводом Директорії відновлено діяльність судових установ УНР, створених Центральною Радою.
2 січня 1919 року затвердили Закон про поновлення роботи Генерального Суду. Відповідно до цього Закону найвищий судовий орган країни отримав назву  — Найвищий суд УНР.

### Після встановлення радянської влади
16 грудня 1922 року ВУЦВК (Всеукраїнський центральний виконавчий комітет) затвердив Положення про судоустрій УРСР, яким було створено Найвищий Суд УСРР — згодом Верховний Суд УРСР.

## У незалежній Україні

### Верховний Суд України (1991—2017)
З 1991 року найвищий судовий орган України у системі судів загальної юрисдикції отримав назву Верховний Суд України.

### Верховний Суд (з 2017 року)
У 2016 році після прийняття Верховною Радою України змін до Конституції та нового Закону України «Про судоустрій і статус суддів» було утворено новий Верховний Суд як найвищий суд у системі судоустрою України. Верховний Суд розпочав свою діяльність із 2017 року. Одночасно триває процес ліквідації колишнього Верховного Суду України.
В.о. Голови ВСУ В. І. Гуменюк оприлюднив листа від імені суддів Верховного Суду України, у якому висловлено незгоду з ліквідацією Суду, адже, на їхню думку, у Конституції України йдеться лише про перейменування органу, а не про його ліквідацію. Пізніше цю позицію підтвердив Конституційний Суд України, зазначивши про те, що відбулася лише зміна назви органу, а не його ліквідація.

### Верховний Суд у 2023 році
15 травня 2023 року Національне антикорупційне бюро України й Спеціалізована антикорупційна прокуратура затримали голову ВСУ Князєва при отриманні рекордного хабаря розміром $2,7 млн. Того ж дня Князєву та його спільнику адвокату повідомили про підозру. Князєв виявився найвищим за статусом чиновником України, спійманим на хабарі.
16 травня Пленум Верховного Суду достроково припинив повноваження Всеволода Князєва внаслідок висловлення йому недовіри. 18 травня Вища рада правосуддя дала дозвіл на тримання Князєва під вартою, а Вищий антикорупційний суд арештував його з можливістю внесення застави.
26 травня головою Верховного Суду обраний Станіслав Кравченко.

## Повноваження, склад, структура

Адміністративна будівля Верховного Суду — Кловський палац (Київ, вулиця Пилипа Орлика, 8)

Касаційний кримінальний суд, вулиця Пилипа Орлика, 4

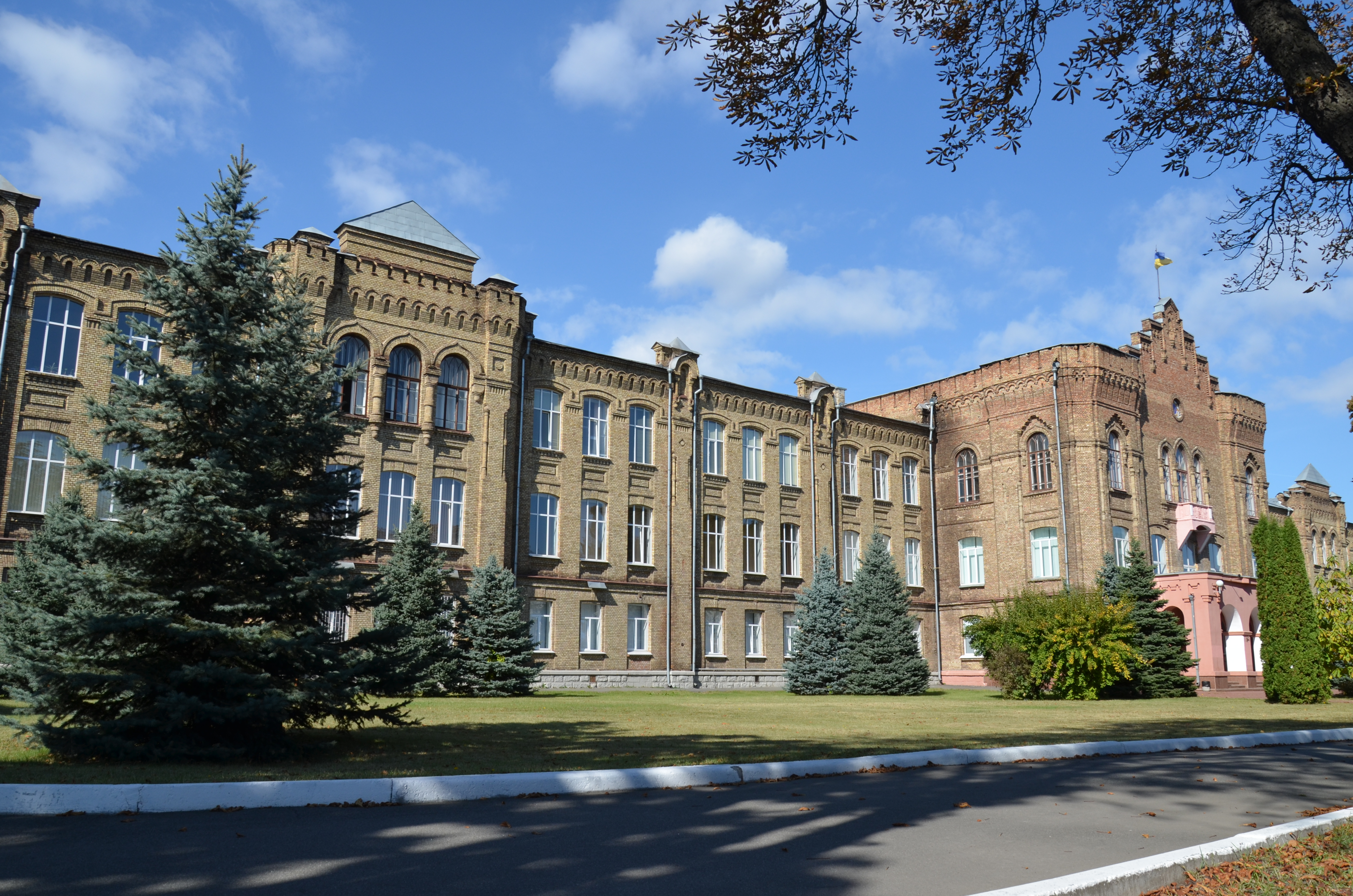
Касаційний цивільний суд, проспект Повітряних Сил, 28

### Повноваження
Відповідно до Закону України «Про судоустрій і статус суддів» Верховний Суд: здійснює правосуддя як суд касаційної інстанції, а у випадках, визначених процесуальним законом, — як суд першої або апеляційної інстанції, у порядку, встановленому процесуальним законом; здійснює аналіз судової статистики, узагальнення судової практики; надає висновки щодо проектів законодавчих актів, які стосуються судоустрою, судочинства, статусу суддів, виконання судових рішень та інших питань, пов'язаних із функціонуванням системи судоустрою; надає висновок про наявність чи відсутність у діяннях, у яких звинувачується Президент України, ознак державної зради або іншого злочину, вносить за зверненням Верховної Ради України письмове подання про неспроможність виконання Президентом України своїх повноважень за станом здоров'я; звертається до Конституційного Суду України щодо конституційності законів, інших правових актів, а також щодо офіційного тлумачення Конституції України; забезпечує однакове застосування норм права судами різних спеціалізацій у порядку та спосіб, визначені процесуальним законом; забезпечує апеляційні та місцеві суди методичною інформацією з питань правозастосування; а також здійснює інші повноваження, визначені законом.
Висновки щодо застосування норм права, викладені у постановах Верховного Суду, є обов'язковими для всіх суб'єктів владних повноважень, які застосовують у своїй діяльності нормативно-правовий акт, що містить відповідну норму права. Висновки щодо застосування норм права, викладені у постановах Верховного Суду, враховуються іншими судами при застосуванні таких норм права.

### Склад
У 2016 році були внесені зміни до Конституції України і прийнято новий Закон про «Про судоустрій і статус суддів», згідно з якими передбачалося утворення Верховного Суду як найвищого суду в системі судоустрою України (ст. 125 Конституції, ст. 17 Закону).
Новий Верховний Суд розпочав свою роботу 15 грудня 2017 року, у 100-ту річницю від дня заснування Генерального суду УНР.
Відповідно до законодавства до складу Верховного Суду входять судді у кількості не більше двохсот. 10 листопада 2017 року Президент України своїм Указом призначив 113 суддів до складу Верховного Суду, 14 грудня 2017 року — ще 2 суддів Верховного Суду. Таким чином, станом на 1 січня 2018 року до складу Верховного Суду було призначено 115 суддів. У липні 2018 року Вища рада правосуддя погодила кількість суддів Верховного Суду у 196 осіб, з яких: у Касаційному адміністративному суді — 56, у Касаційному господарському суді — 45, у Касаційному кримінальному суді — 42, у Касаційному цивільному суді — 53. У серпні 2018 року оголосили конкурс на зайняття вакантних посад суддів Верховного Суду. У травні 2019 року за результатами проведеного конкурсу було призначено 75 суддів, надалі також відбувалися призначення.  
Станом на 26 лютого 2025 року у Верховному Суді працює 151 суддя. 

### Структура
- Велика Палата Верховного Суду;
- Касаційний адміністративний суд;
- Касаційний господарський суд;
- Касаційний кримінальний суд;
- Касаційний цивільний суд.

#### Велика Палата Верховного Суду
Велика Палата Верховного Суду — це постійно діючий колегіальний орган Верховного Суду, який формується шляхом обрання до її складу по п'ять суддів від кожного касаційного суду у складі ВС. Голова Верховного Суду входить до складу Великої Палати за посадою. При цьому суддя, обраний до Великої Палати, а також Голова Верховного Суду не здійснюють правосуддя у відповідному касаційному суді. Суддя (крім Голови Верховного Суду) здійснює повноваження судді Великої Палати протягом трьох років, але не більше двох строків поспіль.
Секретар Великої палати організовує роботу Великої Палати, він обирається з числа суддів Великої Палати строком на три роки та звільняється з посади Великою Палатою шляхом таємного голосування більшістю голосів.
Секретар Великої Палати головує на її засіданнях, організовує аналіз судової статистики, вивчення і узагальнення судової практики, інформує Пленум Верховного Суду про діяльність Великої Палати, а також здійснює інші повноваження, визначені законом.

##### Повноваження Великої Палати Верховного Суду
Велика Палата Верховного Суду переглядає судові рішення в касаційному порядку з метою забезпечення однакового застосування судами норм права, а також діє як суд апеляційної інстанції у справах, розглянутих Верховним Судом як судом першої інстанції; аналізує судову статистику та вивчає судову практику; здійснює узагальнення судової практики, а також здійснює інші повноваження, визначені законом.
Справа підлягає передачі на розгляд Великої Палати Верховного Суду, якщо:
- учасник справи оскаржує судове рішення з підстав порушення правил предметної чи суб'єктної юрисдикції;
- касаційний суд вважає за необхідне відступити від висновку щодо застосування норми права у подібних правовідносинах, викладеного в раніше ухваленому рішенні Верховного Суду у складі колегії суддів (палати, об'єднаної палати) іншого касаційного суду або ж у рішенні Великої Палати;
- касаційний суд дійде висновку, що справа містить виключну правову проблему і така передача необхідна для забезпечення розвитку права та формування єдиної правозастосовчої практики[22][23][24][25].

Велика Палата Верховного Суду діє як суд апеляційної інстанції в адміністративних справах, розглянутих Касаційним адміністративним судом у складі ВС як судом першої інстанції, щодо законності актів, дій чи бездіяльності Верховної Ради України, Президента України, Вищої ради правосуддя, Вищої кваліфікаційної комісії суддів України та Кваліфікаційно-дисциплінарної комісії прокурорів. Також в апеляційному порядку Велика Палата переглядає рішення Касаційного адміністративного суду у зразкових справах.
Велика Палата Верховного Суду здійснює перегляд судових рішень за виключними обставинами у разі встановлення міжнародною судовою установою, юрисдикція якої визнана Україною, порушення Україною міжнародних зобов'язань при вирішенні конкретної справи судом.

##### Склад Великої Палати
До складу Великої Палати Верховного Суду входить 21 суддя.

#### Касаційні суди
До складу кожного касаційного суду входять судді відповідної спеціалізації. Також у кожному касаційному суді утворюються судові палати з розгляду окремих категорій справ з урахуванням спеціалізації суддів. Кількість, персональний склад та спеціалізація судових палат визначаються рішенням зборів суддів касаційного суду. Законодавством визначено обов'язкове створення у Касаційному адміністративному та Касаційному господарському судах у складі Верховного Суду окремих палат: У Касаційному адміністративному суді передбачено створення палати для розгляду справ щодо:
- податків, зборів та інших обов'язкових платежів;
- захисту соціальних прав;
- виборчого процесу та референдуму, а також захисту політичних прав громадян.

У Касаційному господарському суді — для розгляду справ щодо:
- банкрутства;
- захисту прав інтелектуальної власності, а також пов'язаних з антимонопольним та конкурентним законодавством;
- корпоративних спорів, корпоративних прав та цінних паперів.

Інші палати у касаційних судах створюються за рішенням зборів суддів касаційного суду.
Судові палати касаційного суду:
- здійснюють правосуддя в порядку, встановленому процесуальним законом;
- аналізують судову статистику та вивчають судову практику;
- здійснюють інші повноваження, визначені законом.

Судову палату очолює секретар судової палати, а в разі його відсутності обов'язки секретаря виконує суддя палати, який має найбільший стаж роботи на посаді судді відповідного касаційного суду.

#### Пленум
У Верховному Суді діє Пленум Верховного Суду для вирішення питань, визначених законодавством. Пленум є колегіальним органом, до складу якого входять усі судді Верховного Суду. Склад і порядок діяльності Пленуму Верховного Суду визначаються законом.
Пленум Верховного Суду:
- обирає на посади та звільняє з посад Голову Верховного Суду та заступника Голови Верховного Суду;
- обирає з числа суддів Верховного Суду за поданням Голови Верховного Суду та увільняє від виконання обов'язків секретаря Пленуму Верховного Суду;
- заслуховує інформацію Голови Верховного Суду про його діяльність, Секретаря Великої Палати Верховного Суду про діяльність Палати;
- надає висновки щодо проектів законодавчих актів, які стосуються судоустрою, судочинства, статусу суддів, виконання судових рішень та інших питань, пов'язаних із функціонуванням системи судоустрою України;
- надає Вищій раді правосуддя консультативний висновок, який є офіційним документом, що містить рекомендації та пропозиції щодо кількості суддів у складі Верховного Суду;
- приймає рішення про звернення до Конституційного Суду України з питань конституційності законів та інших правових актів, а також щодо офіційного тлумачення Конституції України;
- надає висновок про наявність чи відсутність у діяннях, у яких звинувачується Президент України, ознак державної зради або іншого злочину; вносить за зверненням Верховної Ради України письмове подання про неспроможність виконання Президентом України своїх повноважень за станом здоров'я;
- затверджує Регламент Пленуму Верховного Суду;
- затверджує Положення про Науково-консультативну раду при Верховному Суді та її склад;
- затверджує склад редакційної колегії офіційного друкованого органу Верховного Суду;
- затверджує бюджетний запит Верховного Суду;
- з метою забезпечення однакового застосування норм права при вирішенні окремих категорій справ узагальнює практику застосування матеріального і процесуального законів, систематизує та забезпечує оприлюднення правових позицій Верховного Суду з посиланням на судові рішення, у яких вони були сформульовані;
- за результатами аналізу судової статистики та узагальнення судової практики надає роз'яснення рекомендаційного характеру з питань застосування законодавства при вирішенні судових справ;
- розглядає та вирішує інші питання, віднесені законом до його повноважень.

Засідання Пленуму Верховного Суду є повноважним за умови присутності на ньому не менше двох третин від складу Пленуму, крім випадків, встановлених законом. На засідання Пленуму можуть бути запрошені представники органів державної влади, наукових установ, громадських організацій, засобів масової інформації та інші особи. Пленум Верховного Суду скликається Головою Верховного Суду в разі потреби або на вимогу не менш як четвертої частини від складу суддів Верховного Суду, але не рідше одного разу на три місяці. У разі відсутності Голови Верховного Суду Пленум скликається заступником Голови Верховного Суду.

#### Науково-консультативна рада та офіційний друкований орган Верховного Суду
Науково-консультативна рада утворюється при Верховному Суді з числа висококваліфікованих фахівців у сфері права для підготовки наукових висновків з питань діяльності Верховного Суду, що потребують наукового забезпечення. Порядок організації та діяльності Науково-консультативної ради визначається положенням, що затверджується Пленумом Верховного Суду. Верховний Суд має офіційний друкований орган, у якому публікуються матеріали судової практики Верховного Суду та інші матеріали. Офіційний друкований орган може видаватися в електронному вигляді.

### Статус та вимоги до суддів Верховного Суду
Суддею Верховного Суду може бути особа, яка відповідає вимогам до кандидатів на посаду судді, за результатами кваліфікаційного оцінювання підтвердила здатність здійснювати правосуддя у Верховному Суді, а також відповідає одній із таких вимог:
- має стаж роботи на посаді судді не менше десяти років;
- має науковий ступінь у сфері права та стаж наукової роботи у сфері права щонайменше десять років;
- має досвід професійної діяльності адвоката, у тому числі щодо здійснення представництва в суді та/або захисту від кримінального обвинувачення щонайменше десять років;
- має сукупний стаж (досвід) роботи (професійної діяльності) у вищеперерахованих сферах щонайменше десять років.

Суддя Верховного Суду:
- здійснює правосуддя в порядку, встановленому процесуальним законом;
- бере участь у розгляді питань, що виносяться на засідання Пленуму Верховного Суду;
- аналізує судову практику, бере участь у її узагальненні;
- бере участь у розгляді питань, що виносяться на збори суддів відповідного касаційного суду, та здійснює інші повноваження, визначені законом[30].

## Керівництво

### Голова та заступник Голови Верховного Суду
Голова Верховного Суду — посадова особа, що очолює Верховний Суд. Голова Верховного Суду є найвищою адміністративною посадою цього суду.
Голова Верховного Суду обирається на посаду та звільняється з посади шляхом таємного голосування Пленумом Верховного Суду з числа суддів Верховного Суду.
Голова Верховного Суду обирається з числа суддів Верховного Суду строком на чотири роки з правом обіймати посаду Голови Верховного Суду не більше двох строків поспіль. Голова Верховного Суду не може одночасно обіймати будь-яку іншу адміністративну посаду. Однак за посадою Голова Верховного Суду входить до складу Вищої ради правосуддя.
Голова Верховного Суду:
- очолює Верховний Суд та представляє його як найвищий суд у системі судоустрою України у зносинах з органами державної влади, органами місцевого самоврядування, фізичними та юридичними особами, а також із судовими органами інших держав та міжнародними організаціями;
- визначає адміністративні повноваження заступника Голови Верховного Суду;
- скликає Пленум Верховного Суду, вносить на розгляд Пленуму подання щодо обрання на посаду секретаря Пленуму, виносить на розгляд Пленуму питання та головує на його засіданнях;
- контролює ефективність діяльності апарату Верховного Суду, погоджує призначення на посаду керівника апарату суду та його першого заступника, вносить подання про застосування до керівника апарату суду та його першого заступника заохочення або накладення дисциплінарного стягнення відповідно до законодавства;
- інформує Пленум Верховного Суду про діяльність Верховного Суду;
- здійснює інші повноваження, визначені законом.

Голова Верховного Суду з питань, що належать до його адміністративних повноважень, видає накази і розпорядження.
Заступник Голови Верховного Суду може обиратися Пленумом Верховного Суду за пропозицією Голови Верховного Суду. Заступник Голови Верховного Суду обирається на посаду строком на чотири роки. Рішення про його обрання на посаду та про звільнення з посади приймається більшістю голосів від загального складу Пленуму Верховного Суду шляхом таємного голосування. Заступник Голови Верховного Суду здійснює адміністративні повноваження Голови Верховного Суду у разі відсутності останнього, а в разі відсутності заступника Голови Верховного Суду адміністративні повноваження Голови Верховного Суду здійснює суддя, який має більший стаж роботи на посаді судді Верховного Суду.

### Голова та заступник голови Касаційного суду
Кожен із чотирьох касаційних судів у складі Верховного Суду очолює голова. Голову касаційного суду обирають шляхом таємного голосування збори суддів відповідного касаційного суду з числа суддів цього суду. Голова касаційного суду обирається строком на чотири роки з правом обіймати посаду голови такого касаційного суду не більше двох строків поспіль. Голова касаційного суду може бути достроково звільнений з посади за ініціативою не менш як однієї третини від загальної кількості суддів відповідного касаційного суду шляхом таємного голосування більшістю голосів суддів відповідного касаційного суду.
Голова касаційного суду:
- представляє касаційний суд перед органами державної влади, органами місцевого самоврядування, фізичними та юридичними особами з питань діяльності цього суду;
- визначає адміністративні повноваження заступників голови касаційного суду;
- контролює ефективність діяльності структурного підрозділу апарату Верховного Суду, який здійснює організаційне забезпечення діяльності відповідного касаційного суду, погоджує призначення на посаду та звільнення керівника цього підрозділу — заступника керівника апарату Верховного Суду, вносить подання про заохочення або накладення на нього дисциплінарного стягнення відповідно до законодавства;
- повідомляє Вищу кваліфікаційну комісію суддів України та Державну судову адміністрацію України, а також через вебпортал судової влади про вакантні посади суддів у касаційному суді у триденний строк з дня їх утворення;
- скликає збори суддів касаційного суду; вносить на розгляд зборів питання та головує на їх засіданнях;
- інформує збори суддів касаційного суду про стан правосуддя у відповідній судовій спеціалізації та практику вирішення окремих категорій справ;
- забезпечує виконання рішень зборів суддів касаційного суду;
- організовує ведення та аналіз судової статистики в касаційному суді, вивчення судової практики, інформаційно-аналітичне забезпечення суддів з метою підвищення якості судочинства;
- сприяє виконанню вимог щодо підтримання кваліфікації суддів касаційного суду, підвищення їхнього професійного рівня;
- здійснює інші повноваження, визначені законом.

Голова касаційного суду з питань, що належать до його адміністративних повноважень, видає накази і розпорядження.
У разі відсутності голови касаційного суду його адміністративні повноваження здійснює один із заступників голови касаційного суду за визначенням голови касаційного суду, за відсутності такого визначення — заступник голови касаційного суду, який має більший стаж роботи на посаді судді, а в разі відсутності заступника голови касаційного суду — суддя цього суду, який має більший стаж роботи на посаді судді. Заступник голови касаційного суду здійснює адміністративні повноваження, визначені головою касаційного суду.